# Oko
Oči su organi koji opažaju svjetlost. Sastoje se od optičkog sustava, živčanih elemenata, te pratećih i potpornih elemenata. Oči u 96 % životinjskih vrsta su složeni optički sustavi, koji se javljaju u deset temeljnih oblika. Takve oči imaju, primjerice, meduze, mekušci, kičmenjaci, kolutićavci i člankonošci.
Najjednostavnije “oči” (u jednostaničnih organizama to su tek organele, “ocellusi”) ne čine ništa drugo nego razlikuju svjetlo u okolini od mraka, što im dostaje za usklađivanje jedinke s cirkadijanim ritmovima. Također, oko je organ koji služi za vid.
- Shematski presjek ljudskog oka
- Kompozitno oko antarktičkog krila (Euphausia superba)
- Oko europskog bizona (Bison bonasus)
- Oko glavonošca indijske lađice (Nautilus)
- Poprečni presjek kompozitnog oka
dodatni opis ▼gore - kod slabog osvjetljenja pigmentne stanice se skupljaju tako da svjetlo može dosegnuti veći broj omatidija (osnovnih jedinica kompozitnog oka) koje se spajaju na istu živčanu okončinu, čime se gubi na oštrini slike, ali se povećava osjetljivost; dolje - kod jarkog osvjetljenja pigmentne stanice su povećane, čime se dobije bolja oštrina slike
- Kompozitno oko vretenca (Libellula)
- Oko jastreba

## Vanjske poveznice
|  | Zajednički poslužitelj ima još gradiva o temi Oko |